# The Man on the Box

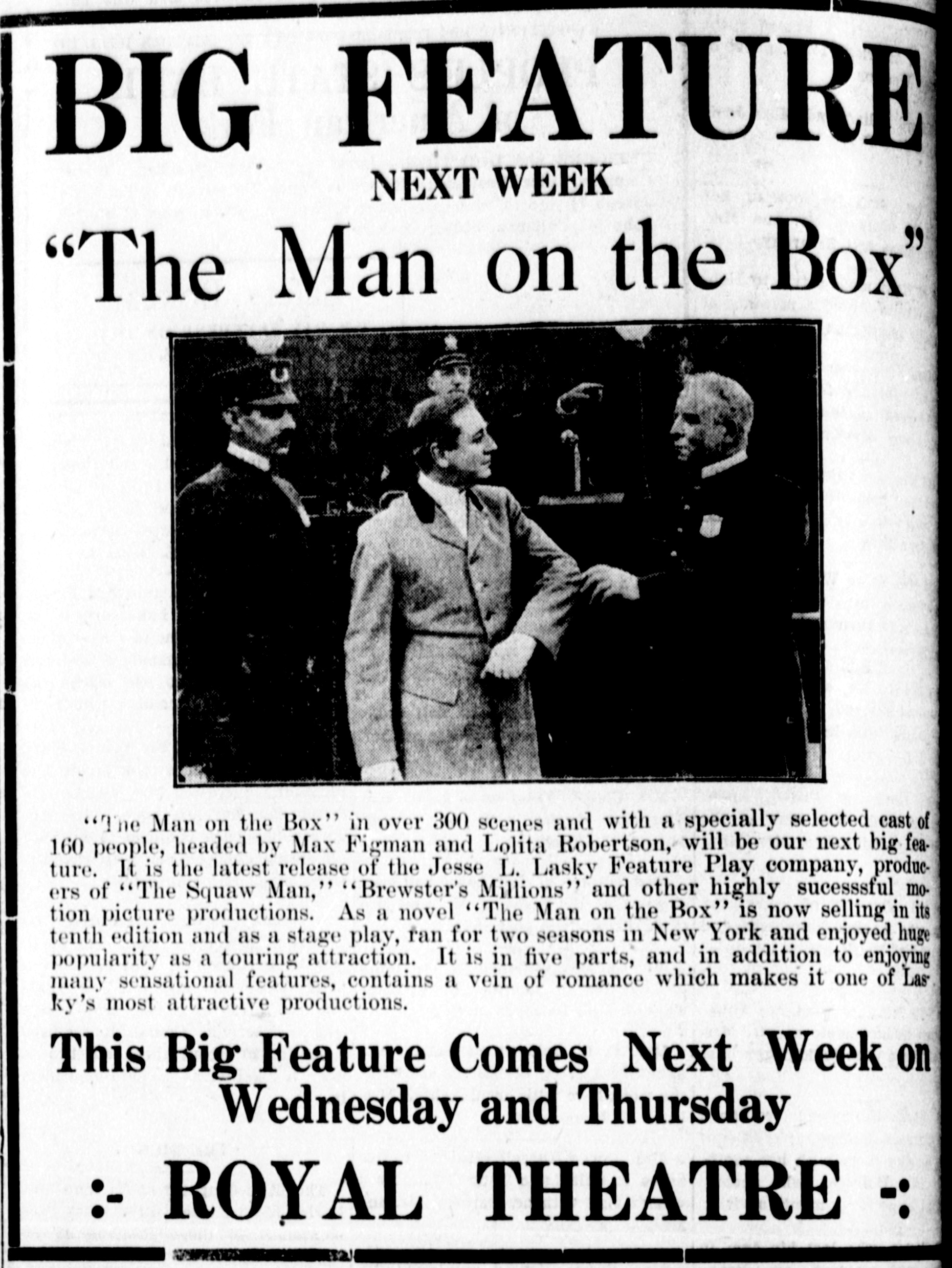

Pour l’article homonyme, voir The Man on the Box (film, 1925).
Pour plus de détails, voir Fiche technique et Distribution.
The Man on the Box est un film américain de Cecil B. DeMille et Oscar Apfel, sorti en 1914.

## Fiche technique
- Titre : The Man on the Box
- Réalisation : Cecil B. DeMille et Oscar Apfel
- Scénario : D'après le roman de Harold MacGrath
- Pays de production : États-Unis
- Format : Noir et blanc - 1,33:1 - Film muet
- Genre : comédie dramatique
- Date de sortie : 1914

## Distribution
- Max Figman (en) : Lieutenant Bob Warburton
- Lolita Robertson (en)  : Betty Annesley
- Horace B. Carpenter : Ambassadeur russe
- Jane Darwell : Mme Chadwick
- William Elmer : Commandant de troupe
- Fred Montague : Colonel Raleigh
- Betty Johnson : Nancy Warburton
- Mabel Van Buren : Kit Warburton
- Harry Fisher : Chales Henderson
- James Neill : Colonel Annesley
- Fred L. Wilson : Jack Warburton
- Jack W. Johnston : Comte Karloff